# 国鉄トム19000形貨車
国鉄トム19000形貨車（こくてつトム19000がたかしゃ）は、かつて日本国有鉄道（国鉄）に在籍した無蓋貨車である。

## 概要
1920年代後半の日本国鉄では世界恐慌による不景気の影響で有蓋車・無蓋車は従来より小さい10t積み車に移行し、国鉄初の鋼製無蓋車としてト20000形が増備されたが、1930年代後半には景気回復や日中戦争の影響で再び15t積み貨車の需要が高まった。国鉄では15トン積み二軸無蓋車の増備を再開することになり、1938年にトム19000形が登場した。同時期に製造されたトラ4000形とは、同じ設計思想に拠っている。

### 製造
1938年（昭和13年）から1940年（昭和15年）にかけて3,971両（トム19000 - トム24691。欠番多数）が新潟鐵工所、田中車輛、梅鉢車輛、日本車輌製造等で製造された。なお、そのほかに富山地方鉄道（旧富岩鉄道）より10両（トム24692 - トム24701）および胆振縦貫鉄道からの20両（トム24702 - トム24721）の戦時買収車が合計30両編入されているため、最終番号はトム24721である。
戦前製無蓋車の最高峰とも呼ばれる本形式であったが、1940年製の途中から、日中戦争の拡大にともなう鋼材不足（節約）のため、荷台部分を鋼板製から木製に置き換える設計変更が行われ、トム11000形に生産は移行した。トム19000形として製造されていた車両も変更可能なものはトム11000形に設計変更されたため、本形式には1,721両にも及ぶ多数の欠番が生じている。

### 構造
本形式は、15トン積み無蓋車としては初めて側面総あおり戸を採用した形式で、車体の断面寸法はトラ1形を基本とし、同形式と同じ内法幅2,480 mm、あおり戸高さ850 mm、妻板高さ1,150 mmとして、妻板とあおり戸を防錆性に優れた含銅鋼板製とした。また、長さは同形式の17分の15として、長さ7,150 mm、床面積18.0 m2、容積37.8 m3となった。あおり戸は片側2枚で、中央部の側柱は取り外し式となっている。その他の主要諸元は、全長8,056 mm、全幅2,740 mm、自重8.5ｔ - 8.8 tである。下回りは軸距4,000 mmで、軸ばね受けは一段リンク式となっており、最高運転速度は65 km/hである。
本形式は、あおり戸の形態によって3種に分けられる。中期形以降は最も端面寄りの縦補強が内側に寄っており、後期形は上縁部の補強が上下方向に高さを増した魚腹形となっている。番号の区分は不詳だが、図面の変更が製造開始から2ヵ月後のことであり、前期形・中期形の数は、両方あわせて千数百両程度と推定される。

### 木製化とトム39000形への改称
戦後の1948年（昭和23年）度末の在籍両数は、3,917両であった。翌1949年（昭和24年）から1951年（昭和26年）にかけて、戦時中に酷使された車体を修復する整備工事を受けたが、同時に保守に難点のあった鋼製車体を木製化する改造が行われ、トム39000形に改称された。同時に、戦時中の酷使により亀裂を生じた台枠溶接部への補強も行われた。また、蝶番板の移設が行われたため、長土台受けもこれにあわせて移設されている。この改造により、トム19000形は、1950年（昭和25年）度に形式消滅した。
トム39000形への改造は、3,874両に対して行われた。新番号は原番号に20000を加えたもので、トム39000 - トム44721となったが、欠番はそのままとされた。その後、二車現存車の書換えによりトム44722 - トム44726, トム49944が生じている。この改造により、自重は8.6 t、容積は37.2 m3となり、トム11000形、トム50000形と同様となった。

### 廃車
その後も、汎用無蓋車として全国で使用されたが、1958年（昭和33年）度から本格的な廃車が開始された。1968年（昭和43年）10月1日国鉄ダイヤ改正では、全車がニ段リンク（最高速度75 km/h）化の対象から外され、「ロ」車として黄帯を標記し、北海道内に封じ込めて運用された。1968年（昭和43年）度末には171両が残っていたが、1970年（昭和45年）度に形式消滅となった。
一部は、石炭車セラ1形の改造種車（実際は部品の流用程度）となっている。

## 譲渡
1950年（昭和25年）12月26日、トム19000形1両（トム19149）が三井芦別鉄道に譲渡され、トム5となった。
1962年（昭和37年）9月、トム39000形3両（トム43973, トム40798, トム43991）が小坂鉄道に譲渡され、トム5000形（トム5005 - トム5007）とされた。トム5005, トム5006は花岡線、トム5007は小坂線で使用された。

## 同形車

### 胆振縦貫鉄道トム13形・トム20形
北海道の胆振縦貫鉄道が導入したトム13形・トム20形は、1940年梅鉢車輛製の同形車で、トム13 - トム19、トム20 - トム32の計20両が製造された。両形式の差は、空気ブレーキの有無で、トム13形が空気ブレーキを装備する。1944年7月1日の国有化に際しては、鉄道省トム19000形に編入され、トム24702 - トム24721に改番された。